# IC 5148
IC 5148 (також позначається як IC 5150) — планетарна туманність у сузір'ї Журавель.
Цей об'єкт міститься в оригінальній редакції індексного каталогу.